# بريتاني فيلان
بريتاني فيلان هي متزحلقة كندية، ولدت في 24 سبتمبر 1991 في سانت أغاث دس مونتس في كندا.

## وصلات خارجية
- بريتاني فيلان على موقع الاتحاد الدولي للتزلج (التزلج على المنحدرات الثلجية) (الإنجليزية)
- بريتاني فيلان على موقع الاتحاد الدولي للتزلج (التزلج الحر) (الإنجليزية)
- بريتاني فيلان على موقع اللجنة الأولمبية الدولية (الإنجليزية)
- بريتاني فيلان على موقع أوليمبيديا (الإنجليزية)
- بريتاني فيلان على موقع اللجنة الأولمبية الكندية (الإنجليزية)